# Okuchichibu-Gebirge

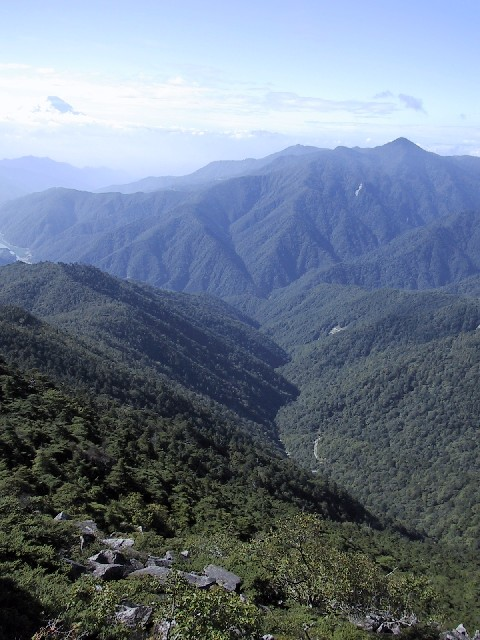
Okuchichibu-Gebirge

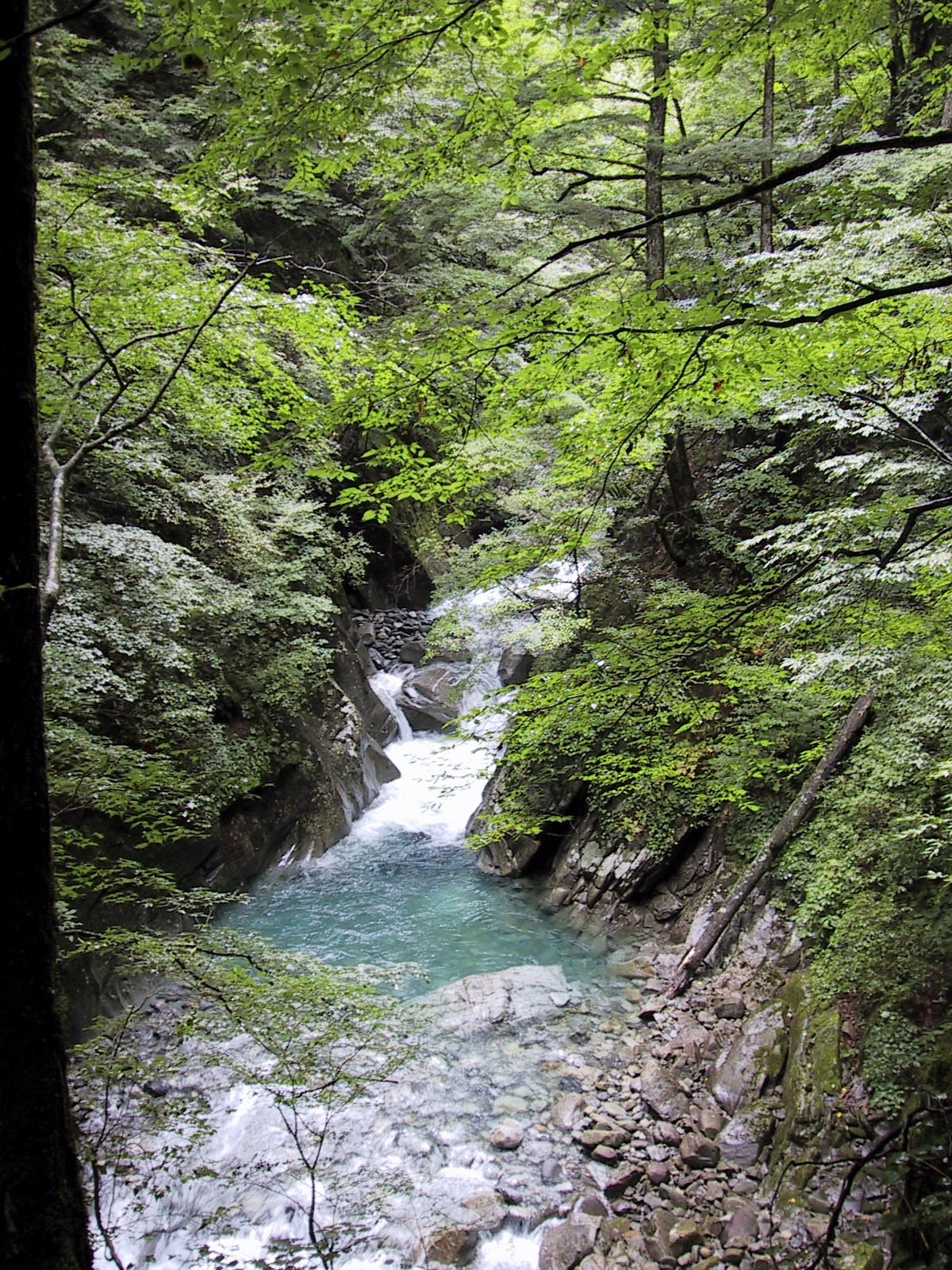
Higashizawa-Schlucht

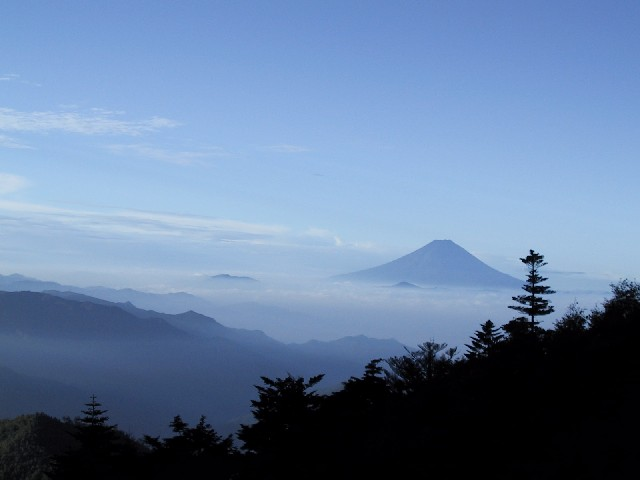
Der Fuji vom Okuchichibu-Gebirge aus gesehen

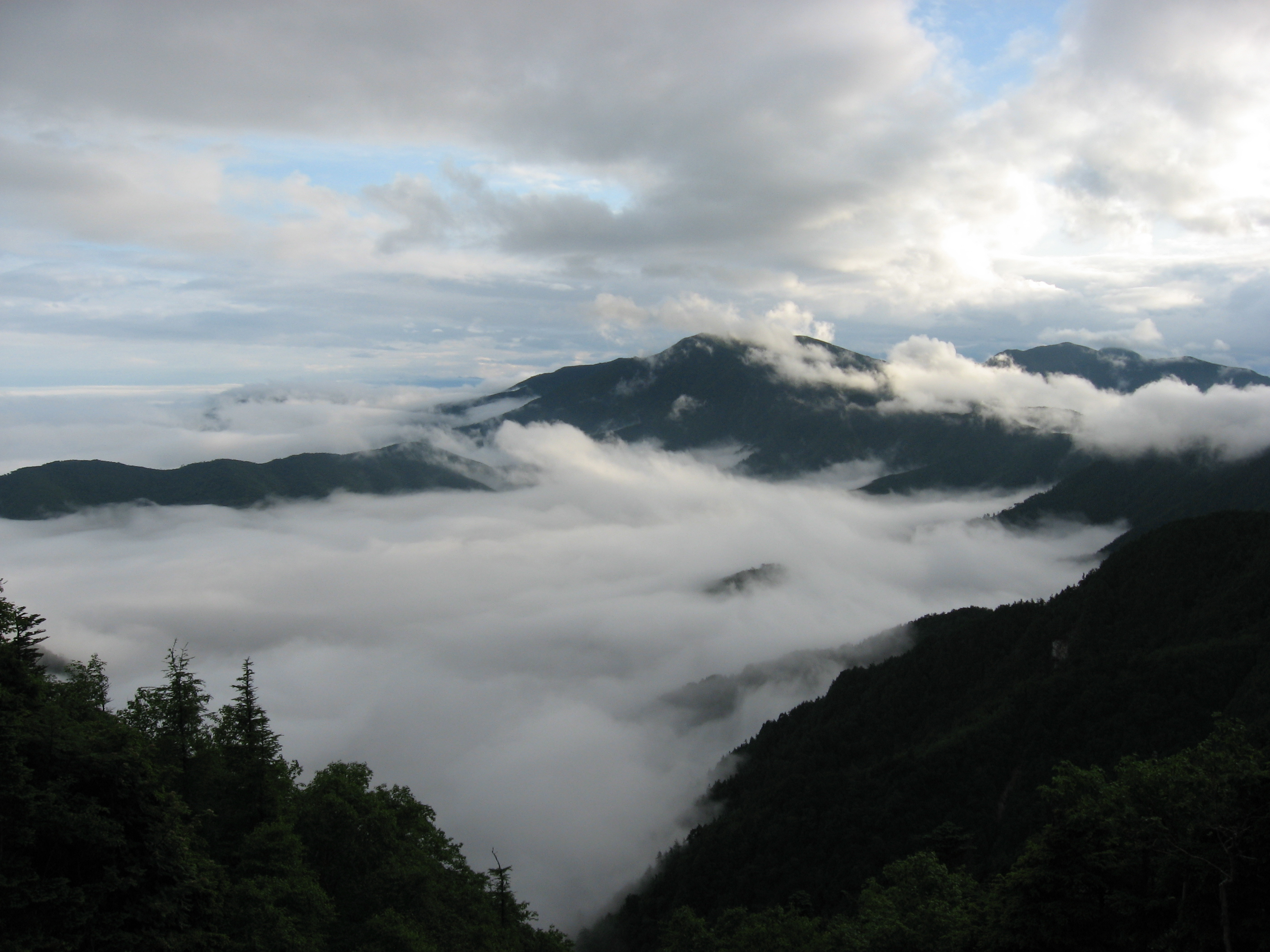
Der Kokushi vom Tokusa aus gesehen mit dazwischen liegenden Wolken

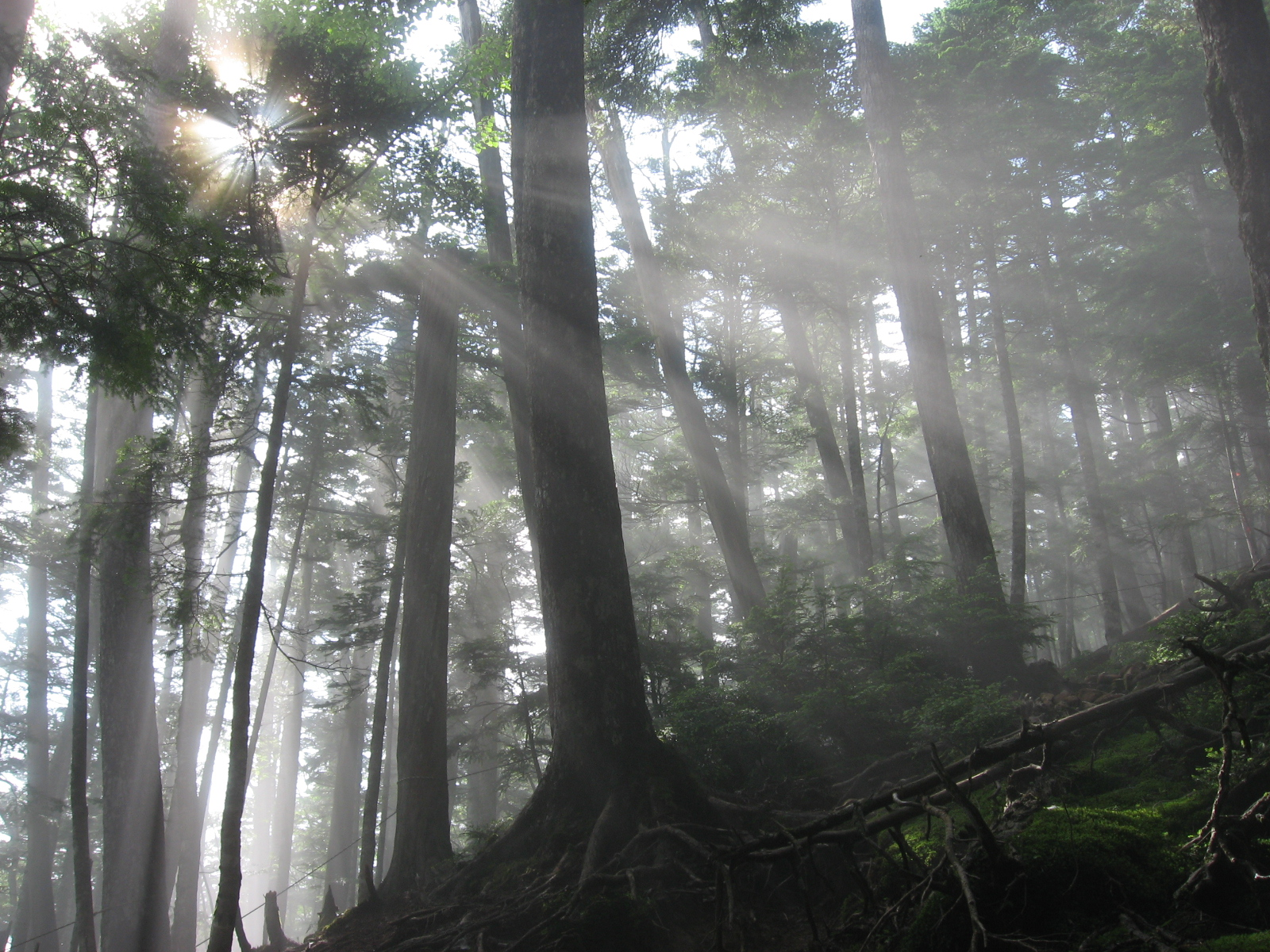
Wald

Das Okuchichibu-Gebirge (jap. 奥秩父山塊, Okuchichibu sankai) oder das Okuchichibu-Bergland (奥秩父山地, Okuchichibu sanchi) ist ein Gebirge in den japanischen Regionen Kantō und Kōshin'etsu. Es erstreckt sich über den westlichen Teil der Präfekturen Tokio und Saitama, den südwestlichen der Präfektur Gunma, den südöstlichen der Präfektur Nagano und den nördlichen Teil der Yamanashi.
Der Name des Gebirges bedeutet übersetzt das Innere (奥, oku) von Chichibu (秩父). Die Bedeutung basiert auf dem Blickwinkel von der Kantō-Region aus.
Diese Bergregion ist ein Faltengebirge mit Bergen, deren Höhe von 1.000 bis zu 2.600 Meter Höhe reicht. Der Kita-Okusenjō (北奥千丈岳, Kita-Okusenjō-dake) ist mit 2.601 m der höchste Berg. Ein Großteil des Gebirges liegt im Chichibu-Tama-Kai-Nationalpark.

## Berge, Pässe und Täler im Okuchichibu-Gebirge
- Kumotori (雲取山, Kumotori-yama) (2017 m)
- Hiryū (飛竜山, Hiryū-san) (2077 m)
- Karamatsuo (唐松尾山, Karamatsuo-yama) (2109 m)
- Kasatori (笠取山, Kasatori-yama) (1953 m)
- Suisho (水晶山, Suisho-yama) (2158 m)
- Karisaka-Pass (雁坂峠, Karisaka-tōge) (2082 m)
- Tokusa (木賊山, Tokusa-yama) (2468 m)
- Kobushi (甲武信ヶ岳, Kobushiga-take) (2475 m)
- Sanpō (三宝山, Sanpō-zan) (2483 m)
- Kokushi (国師岳, Kokushi-dake) (2591 m)
- Kita-Okusenjō (北奥千丈岳, Kita-Okusenjō-ga-dake) (2601 m)
- Asahi (朝日岳, Asahi-dake) (2579 m)
- Kimpu (金峰山, Kimpu-san) (2599 m)
- Mizugaki (瑞牆山, Mizugaki-yama) (2230 m)
- Ogawa (小川山, Ogawa-yama) (2418 m)
- Yokō (横尾山, Yokō-san) (1818 m)
- Meshimori (飯盛山, Meshimori-san) (1643 m)
- Azumaya (四阿屋山, Azumaya-san) (772 m)
- Ryōkami (両神山, Ryōkami-san) (1723 m)
- Nanten (南天山, Nanten-yama) (1483 m)
- Chichibu-Ontake (秩父御岳山, Chichibu Ontake-san) (1081 m)
- Nakatsu-Tal (中津峡, Nakatsu-kyō)
- Mitsumine (三峰山, Mitsumine-san)
  - (Myōhō 1332 m, Shiraiwa 1921 m, Kumotori 2017 m)
- Hakutai (白泰山, Hakutai-san) (1794 m)
- Myōhō (妙法が岳, Myōhō-ga-take) (1332 m)
- Kirimo-Kamm (霧藻ヶ峰, Kirimo-ga-mine) (1523 m)
- Shiraiwa (白岩山, Shiraiwa-yama) (1921 m)
- Kumakura (熊倉山, Kumakura-san) (1427 m)
- Wanakura (和名倉山, Wanakura-yama) (2036 m)
- Mikuni-Pass (三国峠, Mikuni-tōge) (1740 m)
- Jūmonji-Pass (十文字峠, Jūmonji-tōge) (2000 m)
- Gorō (五郎山, Gorō-yama) (2132 m)
- Nishizawa-Schlucht (西沢渓谷, Nishizawa-keikoku)
- Higashizawa-Schlucht (東沢渓谷, Higashizawa-keikoku)
- Kurogane (黒金山, Kurogane-yama) (2232 m)
- Kentoku (乾徳山, Kentoku-san) (2031 m)
- Kurakake (倉掛山, Kurakake-yama) (1777 m)
- Mikubo-Hochebene (三窪高原, Mikubo-kōgen) (1650 m)